# 石井忠次
石井 忠次（いしい ただつぐ）は、戦国時代の武将。肥前国の戦国大名龍造寺氏の重臣。通称は新右衛門尉。史料によっては新左衛門尉とも。父忠繁の受領名を継承し石見守と称したことから、忠繁の嫡男であったとされる。母は佐賀藩祖鍋島直茂の従姉。後に佐賀藩家老となる鍋島茂里・鍋島茂賢兄弟の祖父にあたる。

## 生涯
龍造寺氏の家老石井石見守忠繁の次男として誕生。母は大乗坊長勝の娘。忠次は鍋島清久のひ孫である。系図上、次男であるが、兄土佐守忠高は養子であったとされ、忠次が嫡男であったと考えられる。
永禄6年（1565年）6月、龍造寺隆信が、肥前国三根郡中野城主馬場鑑周を攻略した際、石井隊が先鋒を命じられ、嫡男源次郎忠修、次男安芸守信忠と共に出撃した。嫡男源次郎は、日頃は隆信の馬廻をつとめていたが、この合戦では、父の隊に合流。一番槍の武勲を立てたが討死にし、忠次もまた源次郎に続いて敵陣に突入し討死した。父子の奮闘が中野城攻略の突破口を開いた。
なお、嫡男源次郎の戦死を惜しんだ隆信は、元亀元年（1570年）忠次の外孫石井新五左衛門常永に菩提寺の妙玉寺を創建させたと伝わるが、浄円寺境内にあった忠次の持仏堂を境内の外に移して一寺として独立せしめたもので、開基は忠次としている。